# 解维俊
解维俊（1962年1月—），山东淄博人，汉族，1984年9月加入中国共产党，1982年7月参加工作。中央党校在职研究生班法学理论专业毕业，中央党校研究生学历。曾任山东省司法厅厅长、党委书记，省监狱管理局党委书记、第一政委。第十三届全国人民代表大会山东省代表。

## 生平
历任共青团淄博市委办公室秘书，副主任；中共淄博市委办公室副科级秘书，正科级秘书；中共淄博市委研究室副主任；中共淄博市委副秘书长、市委研究室主任；中共淄博市临淄区委副书记、区长；中共淄博市临淄区委书记，区人大常委会主任、区委党校校长，淄博齐鲁化学工业区党工委书记；中共潍坊市委常委、政法委书记；中共潍坊市委常委、市纪委书记；2011年12月，任中共菏泽市委副书记；2015年1月，任中共菏泽市委副书记、代市长，次月任市长。2018年3月，任山东省司法厅厅长、党委书记，省监狱管理局党委书记、第一政委。
2018年，被选为山东省出席第十三届全国人民代表大会代表。
2020年2月，因任城监狱疫情防控不力，被免去山东省司法厅党委书记、厅长，省监狱管理局党委书记、第一政委职务。次月，山东省纪检监察机关对解维俊涉嫌严重违纪违法问题立案审查调查。